# 青山杉雨
青山杉雨（日语：／ Aoyama San'u，1912年6月6日—1993年2月13日），本名青山文雄，男，日本书法家、收藏家，大东文化大学教授，日本文化勋章获得者。

## 家庭
子青山庆示。